# Клеменшиц, Даниэла
Даниэла Клеменшиц (нем. Daniela Klemenschits; (13 ноября 1982, Вена, Австрия — 9 апреля 2008, Зальцбург, Австрия) — австрийская теннисистка.

## Биография
Более заметно выступала в парном разряде, где взяла основную часть титулов совместно с сестрой-близнец Сандрой. Она чаще выступала на небольших турнирах из цикла ITF, где выиграла 23 титула (из них 21 с сестрой Сандрой). На основных соревнованиях WTA-тура она один раз в дуэте с сестрой смогла выйти в финал в мае 2005 года (на турнире в Стамбуле). В том же сезоне она сыграла за сборную Австрии в розыгрыше Кубка Федерации. Максимального рейтинга в парном разряде Даниэла достигла в августе 2005 года, заняв 95-е место. Даниэла была вынуждена закончить карьеру достаточно рано в 2006 году. 
9 апреля 2008 года она умерла возрасте 25 лет от одной из разновидностей рака.

## Итоговое место в рейтинге WTA по годам
| Год  | Одиночный рейтинг | Парный рейтинг |
| 2007 |                   | 719            |
| 2006 |                   | 190            |
| 2005 | 1 108             | 100            |
| 2004 | 763               | 189            |
| 2003 | 608               | 198            |
| 2002 | 481               | 272            |
| 2001 | 393               | 229            |
| 2000 | 664               | 377            |
| 1999 | 981               | 690            |
| 1998 |                   | 819            |

## Выступления на турнирах

### Финалы турнировWTAв парном разряде (1)

#### Поражения (1)
| Легенда:      |
| ------------- |
| 1-я категория |
| 2-я категория |
| 3-я категория |
| 4-я категория |
| 5-я категория |

| №  | Дата        | Турнир          | Покрытие | Партнёрша        | Соперницы в финале                     | Счёт    |
| 2. | 21 мая 2005 | Стамбул, Турция | Грунт    | Сандра Клеменшиц | Марта Марреро Антонелла Серра-Дзанетти | 4-6 0-6 |